# Lódító hódító
A Lódító hódító (eredeti cím: The Invention of Lying) 2009-ben bemutatott amerikai romantikus filmvígjáték, melyet elsőfilmesként Ricky Gervais és Matthew Robinson írt és rendezett. A főbb szerepekben Gervais, Jennifer Garner, Jonah Hill, Louis C.K., Jeffrey Tambor, Fionnula Flanagan, Rob Lowe és Tina Fey látható.
Világpremierje a 2009-es Torontói Nemzetközi Filmfesztiválon volt, 2009. szeptember 14-én. Az amerikai mozikban 2009. október 2-án mutatták be.

## Cselekmény
A film egy alternatív valóságban játszódik, ahol a hazugság nem létezik, így az emberek szókimondó módon fejezik ki gondolataikat és érzéseiket. Mark Bellison forgatókönyvíróként dolgozik a történelmi események felolvasására korlátozódó filmiparban. Barátja, Greg Kleinschmidt közbenjárásával randevúra hívja a szép és gazdag Anna McDooglest. A nő közli vele, nem vonzódik hozzá, előnytelen kinézete és rossz anyagi helyzete miatt. 
Másnap Markot kirúgják állásából, mivel a 14. századot feldolgozó filmjei nem tartottak nagy érdeklődésre számot. Bérelt lakásának tulajdonosa kilakoltatással fenyegeti a fizetésképtelen férfit. Mark a bankba megy megszüntetni számláját, de egy számítógépes hiba miatt nem jelenik meg az egyenlege és a banki ügyintéző tőle kérdezi meg, mennyi pénzt akar kivenni. Mark hirtelen megvilágosodik és a világon először hazugságot követ el: bár a számláján kevesebb pénz van, ő 800 dollárt kér és ezt probléma nélkül teljesítik. Ezután elkezdi kihasználni új képességét, többek között megakadályozza az ittasan vezető Greg letartóztatását, meggyőz egy vadidegen nőt, hogy a világvége elkerülése érdekében le kell feküdniük egymással (de végül nem használja ki a lehetőséget), és egy kaszinóból is nagy összegű nyereményt visz haza. Ezután fiktív történelmi forgatókönyvet ír a 14. században megjelenő földönkívüliekről, akik törölték az emberek emlékezetét. A megfilmesítésnek köszönhetően hatalmas vagyonra tesz szert. 
Képességével elkezd másokon is segíteni, köztük a depressziója miatt öngyilkosságot tervező szomszédján, Frank Fawcett-ten. Az immár sikeres Mark ismét elhívja randira Annát, aki gratulál neki és elismeri, a férfiből jó férj és apa lenne. Azonban még mindig nem vonzódik hozzá és attól fél, előnytelen genetikai adottságai miatt hasonló kinézetű gyerekeik születnének. Mark édesanyja, Martha szívinfarktust kapott és kórházba került, az orvosok szerint hamarosan meghal. A haláltól rettegő asszonynak Mark könnyek közt azt hazudja, a megsemmisülés helyett boldog túlvilági élet vár rá. Mark ezzel az egész világon nem kívánt figyelmet von magára, amikor állításai elterjednek a sajtóban. Anna bátorítására 10 pontból álló listát állít össze azokról a dolgokról, amiket a mindent irányító "Égi Ember" közölt vele – például hogy a halál után nagy jutalom vár mindenkire, amíg háromnál több rossz cselekedetet nem követett el az életében.
Anna egy parkban megkérdezi Markot, a férfi vagyona és hírneve miatt immár vonzóbb gyerekeik születnének-e. Mark hazudni szeretne, de Anna iránti szerelme miatt erre képtelen és nemet mond. Mark vetélytársa és újdonsült sikereinek irigye, a jóképű Brad Kessler udvarolni kezd Annának. Bár a férfi önző és könyörtelen stílusa kellemetlen Anna számára, mégis őt választja és eljegyzik egymást. Az esküvő előtt Greg meggyőzi Markot, nem mondjon le szerelméről. A templomban tiltakozik a házasságuk ellen és a pap közli, csak az Égi Ember szakíthatja félbe a ceremóniát. Mark nem hajlandó válaszolni arra a kérdésükre, mit mond neki az Égi Ember, inkább távozik, Annára bízva a döntést. Anna utánamegy, Mark elárulja neki hazugságra való képességét és a lány kérdésére azt is elmondja, miért nem hazudott neki korábban, csak hogy feleségül vehesse. Anna szerelmet vall neki. 
Kis idővel később Anna és Mark boldog házasok, második gyermeküket várják. Elsőszülött fiuk örökölte apja hazugságra való képességét.

## Szereplők
| Szerep                  | Színész                        | Magyar hang        |
| ----------------------- | ------------------------------ | ------------------ |
| Mark Bellison           | Ricky Gervais                  | Kerekes József     |
| Anna McDoogles          | Jennifer Garner                | Kisfalvi Krisztina |
| Frank Fawcett           | Jonah Hill                     | Bodrogi Attila     |
| Greg Kleinschmidt       | Louis C.K.                     | Bácskai János      |
| Anthony James           | Jeffrey Tambor                 | Konrád Antal       |
| Martha Bellison         | Fionnula Flanagan              | Kassai Ilona       |
| Brad Kessler            | Rob Lowe                       | Epres Attila       |
| Shelley Bailey          | Tina Fey                       | Mandel Helga       |
| Nathan Goldfrappe       | Christopher Guest              |                    |
| Barbara nővér           | Roz Ryan                       |                    |
| Bob Scott               | Jimmi Simpson                  |                    |
| Richard Bellison        | Shaun Williamson               |                    |
| Bellison asszisztense   | Bobby Moynihan                 |                    |
| recepciós               | Dreama Walker                  |                    |
| banki ügyintéző         | Ashlie Atkinson                |                    |
| pincér                  | Martin Starr                   | Joó Gábor          |
| lakástulajdonos         | Ruben Santiago-Hudson          |                    |
| esküvői ceremóniamester | John Hodgman                   |                    |
| hírolvasó               | Nate Corddry                   |                    |
| szőke nő az utcán       | Stephanie March                |                    |
| férfi                   | Matthew Robinson               |                    |
| doktor                  | Jason Bateman (cameo)          | Maday Gábor        |
| ajtót nyitó férfi       | Stephen Merchant (cameo)       |                    |
| Jim, a csapos           | Philip Seymour Hoffman (cameo) | Földi Tamás        |
| közlekedési rendőr      | Edward Norton (cameo)          | Stohl András       |
| ősember                 | Karl Pilkington (cameo)        |                    |
| férfi                   | Eric André (cameo)             |                    |
| Anna anyja              | Donna Sorbello                 |                    |

## Fordítás
- Ez a szócikk részben vagy egészben  a   The Invention of Lying című angol Wikipédia-szócikk ezen változatának fordításán alapul.  Az eredeti cikk szerkesztőit annak laptörténete sorolja fel. Ez a jelzés csupán a megfogalmazás eredetét és a szerzői jogokat jelzi, nem szolgál a cikkben szereplő információk forrásmegjelöléseként.